# 1744 au théâtre
| Années du théâtre : 1741 - 1742 - 1743 - 1744 - 1745 - 1746 - 1747    |
| Décennies du théâtre : 1710 - 1720 - 1730 - 1740 - 1750 - 1760 - 1770 |

## Événements
- 6 février : Samuel Foote fait ses débuts en tant qu'acteur dans le rôle d'Othello au Haymarket Theatre, à Londres, en Angleterre[1].

- Publication du premier numéro du périodique Almanach des théâtres de Paris.

## Pièces de théâtre représentées
- 19 octobre : La Dispute de Marivaux, au Théâtre italien de Paris.
- 10 décembre : Le Bienfait anonyme, ou le Faux Généreux de Alexandre-Guillaume de Moissy à l'Hôtel de Bourgogne, Paris.
- L'acteur anglais Theophilus Cibber adapte et fait représenter à Londres Roméo et Juliette de Shakespeare[2],[3].

## Naissances
- 3 novembre : Friedrich Ludwig Schröder, acteur et dramaturge allemand, mort le 3 septembre 1816.

## Décès
- 20 septembre : Lewis Theobald, écrivain, dramaturge et critique littéraire anglais, éditeur des pièces de théâtre de Shakespeare, né le 16 avril 1688.